# 東方神起 LIVE TOUR 2013 〜TIME〜
『東方神起 LIVE TOUR 2013 〜TIME〜』（とうほうしんき ライブ ツアー トゥエンティサーティーン タイム）は、東方神起の映像作品である。2013年10月23日にavex traxより発売された。

## 解説
2013年4月27日から6月17日にかけて行なわれた『TOHOSHINKI LIVE TOUR 2013 〜TIME〜』より、6月17日の東京ドーム公演の模様を収録。
DVDとBlu-ray Disc（以下BD）の合算で初週13.8万枚を売り上げ、2013年11月4日付のオリコン「週間総合ミュージックDVD・BDランキング」首位に初登場。DVDは12.0万枚（DVD総合1位）、BDは1.8万枚（BD総合3位）を売り上げた。東方神起のDVD総合1位は3作連続通算5作目。海外アーティストによる映像部門（ビデオ/DVD/BD）の連続首位獲得は、M.C.ハマー（1991年、ビデオ）、KARA、少女時代（共に2012年、DVD）の2作を上回って歴代単独1位に。通算首位獲得数でもKARA、少女時代（共にDVD3作）を引き離し、歴代1位を独走している。
12月18日には同ツアー最終日の横浜国際総合競技場（日産スタジアム）公演の模様を収録した『東方神起 LIVE TOUR 2013 〜TIME〜 FINAL in NISSAN STADIUM』が発売された。

## 収録曲

### Disc1
1. Fated
2. ANDROID
3. Superstar
4. I Don't Know
5. STILL
6. Duet
7. One More Thing
8. Y3K
9. Purple Line
10. Humanoids
11. I Know
12. Heart, Mind and Soul
13. One and Only One
14. Rat Tat Tat
15. T-style
16. Rock with U
17. BLINK

### Disc2
1. Survivor
2. Share The World 〜 Sky
3. 逢いたくて逢いたくてたまらない
4. Catch Me -If you wanna-
5. Why? (Keep Your Head Down)
6. OCEAN
7. SHINE 〜 ウィーアー! 〜 Summer Dream
8. In Our Time

### Disc3
- MC MOVIE in TOKYO DOME
- BACKSTAGE DOCUMENTARY
- MC DIGEST
- END ROLL MOVIE